# کاکتوس شاخ‌بزی
کاکتوس شاخ‌بزی (نام علمی: Astrophytum capricorne) نام یک گونه از سرده اخترگیاه است.